# Togrul Narimanbekov
Togrul Narimanbekov (en azerí: Toğrul Fərman oğlu Nərimanbəyov, en ruso: Тогрул Нариманбеков; 7 de agosto de 1930-2 de junio de 2013) fue uno de los destacados artistas modernos de Azerbaiyán.

## Historia
Narimbanbeyov nació en Bakú. Su padre, Farman Narimanbeyov, que procedía de Shusha, estudió en Toulouse; en 1929 regresó a Bakú y participó en la construcción de la Central Hidroeléctrica Mingacevir, pero en la década de 1930 fue condenado a prisión. Su esposa Irma, una francesa, fue exiliada a Uzbekistán y se quedó allí hasta 1961.
Toghrul Narimanbeyov estudió en la Escuela de Arte de Azerbaiyán bajo el nombre de Azim Azimzade, más tarde, de 1950 a 1955, en la Academia de Bellas Artes de Vilna. 
Él es el ganador del Premio Estatal de la URSS (1980) y Artista del Pueblo de Azerbaiyán (1967). Antes de su muerte vivía en París y tiene una ciudadanía francesa. 
Supuso que, es necesario las artes para volver a los orígenes de la cultura nacional. Describió su creatividad como una combinación de artes abstractas y figurativas.